# Hassle socken
Hassle socken i Västergötland ingick i Vadsbo härad, ingår sedan 1971 i Mariestads kommun och motsvarar från 2016 Hassle distrikt.
Socknens areal är 53,52 kvadratkilometer land. År 2000 fanns här 780 invånare. Godset Fåleberg, orten Hasslerör samt sockenkyrkan Hassle kyrka ligger i socknen.

## Administrativ historik
Socknen har medeltida ursprung. Omkring 1500 utbröts Enåsa församling.
Vid kommunreformen 1862 övergick socknens ansvar för de kyrkliga frågorna till Hassle församling. För de borgerliga frågorna bildades tillsammans med Berga socken och Färeds socken Hassle, Berga och Färeds landskommun, vilken upplöstes 1888 då för bland andra denna socken Hassle, Enåsa och Berga landskommun bildades. 1923 utbröts Enåsa jordebokssocken. Landskommunen uppgick 1952 i Hasslerörs landskommun som 1971 uppgick i Mariestads kommun. Församlingen uppgick 2004 i Lyrestads församling.
1 januari 2016 inrättades distriktet Hassle, med samma omfattning som församlingen hade 1999/2000.  
Socknen har tillhört län, fögderier, tingslag och domsagor enligt vad som beskrivs i artikeln Vadsbo härad. De indelta soldaterna tillhörde Skaraborgs regemente, Norra Vadsbo kompani och Livregementets husarer, Vadsbo skvadron, Vadsbo kompani.

## Geografi
Hassle socken ligger nordost om Mariestad med Vänern och broförbindelsen till Torsö i nordväst. Socknen är en odlad slättbygd med kuperad skogsbygd i norr och öster. 

## Fornlämningar
En boplats från stenåldern är funnen. Från bronsåldern finns gravrösen. Från järnåldern finns fyra gravfält och stensättningar. 

## Namnet
Namnet skrevs 1306 Haslu och kommer från kyrkbyn (nu Nolhasse). Namnet har kanske tidigt varit ett ånamn, Hasla, bildat av hassel.